# Борнова надмоћ (филм)
Борнова надмоћ (енгл. The Bourne Supremacy) је акциони трилер филм из 2004. године, који представља наставак филма Борнов идентитет (2002) и други је филм у серијалу о Џејсону Борну. Иако је назван према другом роману Роберта Ладлума о Џејсону Борну, радња у односу на роман је у потпуности другачија. Главне улоге играју: Мет Дејмон, Џоун Ален, Џулија Стајлс и Брајан Кокс. Прате га наставци Борнов ултиматум (2007), Борново наслеђе (2012) и Џејсон Борн (2016).
Дистрибуиран од стране Јуниверсал пикчерса, филм је премијерно приказан у америчким биоскопима 23. јула 2004. године. Остварио је позитиван критички, као и комерцијални успех, зарадивши преко 290 милиона долара.

## Радња
Овај филм је други део трилогије, акционих трилера чији је главни јунак човек који је изгубио идентитет.
Борнова надмоћ је филм у трилогији чији је главни јунак Џејсон Борн. Украли су му идентитет, да би постао убица. Али га ноћне море муче, и није сигуран да ли се сећа истинитих ствари, или су то производи своје имагинације. Мада је све сигурнији да се ради о правим сећањима. Он живи са Мари, која га прати у сталном мењању боравка. То је потребно због тога да га не би открила ЦИА, али се коначно одлучује да се суочи са својом судбином, када ЦИА открива њихово склониште. Борн жели да спаси живот вољене жене и да спречи међународни инцидент.

## Улоге
| Глумац          | Улога             |
| --------------- | ----------------- |
| Мет Дејмон      | Џејсон Борн       |
| Џоун Ален       | Памела Ланди      |
| Брајан Кокс     | Ворд Абот         |
| Џулија Стајлс   | Ники Парсонс      |
| Карл Ербан      | Кирил             |
| Карел Роден     | Јуриј Гретков     |
| Франка Потенте  | Мари Хелена Кројц |
| Габријел Мен    | Дени Зорн         |
| Томас Арана     | Мартин Маршал     |
| Том Галоп       | Том Кронин        |
| Мишел Монахан   | Ким               |
| Оксана Акиншина | Ирина Нескаја     |
| Мартон Чокаш    | Јарда             |